# Michael Bradley (zanger)
Michael Bradley is een Amerikaanse rockzanger voor de Amerikaanse rockband Paul Revere & the Raiders. Hij is ook bekend onder anime-fans als componist en zanger van Robotech.

## Biografie
Michael Bradley is bij anime-fans vooral bekend als een van de componisten/songwriters van Robotech en de zangstem van het personage Lancer/Yellow Dancer. Hoewel hij in de muziekindustrie vooral bekend staat als een met goud en platina bekroonde songwriter, heeft hij ook bijval gekregen als zanger, platenproducent, componist, gitarist en toetsenist. Michael was voorheen leadzanger van de nationaal bekende rock-'n-rollband Paul Revere & the Raiders en hij was ook een gitarist van de Las Vegas (Nevada) headliner Lola Falana.

## Discografie
- The Heart of Us All (SRO/Alcyon Records)
- Kazanova (Monkeyshine International)
- Lonely Soldier Boy (Michael Bradley Music)
- Lonely Soldier Boy II ~ An Acoustic Album (Michael Bradley Music)
- Looking For Shelter (with Mark Lindsay)
- Paul Revere and the Raiders: Special Edition (America Records)
- Robotech The Movie: Underground (Carrere Records)
- Savage Streets Original Motion Picture Soundtrack (MCA / Curb Records)
- Stone Disco (Radio Records)
- Spats (GoodSounds/TK Records)
- Thicke Hawkins (Monkeyshine International)
- When The Rain Begins To Fall (Arista Records)

## Filmografie
- Dracula (geanimeerd) - (hoofdthema)
- Fame (TV series) - (componist) (zangnummers), schreef muziek en teksten voor de netwerkserie, waaronder A Place Where We Belong dat werd gebruikt als speelfilm
- Lensman: Power of the Lens - (extra muziek)[4]
- Lensman: Secret of the Lens - (extra muziek)[5]
- Parental Control (MTV series) - (componist)[6]
- Robotech (TV series)[7] - (zangnummers), schreef en produceerde originele liedjes en achtergrondmuziek voor de wereldwijde gesyndiceerde animatieserie. Ook was hij de zangstem voor het hoofdpersonage Lancer/Yellow Dancer
- Robotech The Movie[8] - (zangnummers), schreef en co-schreef muziek en teksten, arrangeerde en produceerde zes nummers plus achtergrondmuziek
- Robotech II: The Sentinels[9] - (componist)
- Run For Your Life (geanimeerd) - (hoofdthema)
- Savage Streets[10] (speelfilm met in de hoofdrol Linda Blair) - (componist, zangnummers), co-schreef muziek en songteksten, produceerde en voerde de liedjes uit Killer en In The Night
- Voyage of the Rock Aliens[11][12] (speelfilm met in de hoofdrol Ruth Gordon en Pia Zadora) - (componist, zangnummers), schreef mee aan de aanbevolen wereldwijde #1 hit When the Rain Begins to Fall en zong lead vocals op een ander aanbevolen nummer Nature of the Beast
- The Young Eleven (geanimeerd) - (hoofdthema)